# Leonid Lesj
Leonid Vilgelmovitj Lesj (ryska: Леонид Вильгельмович Леш), född 9 januari 1862, död 28 augusti 1934 i Dubrovnik, var en rysk militär.
Lesj blev 1881 officer vid infanteriet, 1903 överste, förde regements- och brigadbefäl under rysk-japanska kriget 1904–05, blev generallöjtnant 1909, chef för andra gardesinfanteridivisionen 1910 och för andra turkestanska armékåren 1914. 
Under första världskriget förde Lesj först 12:e armékåren och därefter (som Radko Dimitrijevs efterträdare) under tiden maj 1915 till april 1917 tredje armén, vilken han förde i södra Polen 1915, Volynien 1916 (offensiven mot Kovel och Aleksej Brusilovs andra offensiv) och Polesien 1916–17 (striderna vid Stochod).